# دیکیا
Dickeya سرده ای از خانواده انتروباکتریاسه است که عمدتاً شامل عوامل بیماری زای گیاهان علفی است. دیکیا نتیجه طبقه‌بندی ۷۵ سویه از پکتوباکتریوم کریزانتمی و همچنین Brenneria paradisiaca CFBP 4178 به سرده‌ای جدید است. این سرده به نام phytopathologist Robert S. Dickey آمریکایی تبار نام گذاری شده است. چندین گونه مانند Dickeya dadantii در این سرده با نام فیتوپاتوژن شناخته شده‌اند.
گونه‌های حاضر عبارتند از: 
- Dickeya aquatica[۴]
- Dickeya chrysanthemi
- Dickeya dadantii (D. chrysanthemi)
- Dickeya dianthicola
- Dickeya dieffenbachiae
- Dickeya paradisiaca
- Dickeya solani
- Dickeya zeae